# Фомиха (Кемеровская область)
Фоми́ха — деревня в Крапивинском районе Кемеровской области. Входит в состав Крапивинского городского поселения.

## География
Центральная часть населённого пункта расположена на высоте 139 м над уровнем моря.

## Население
| 2010 | 2011 | 2012 | 2013 | 2014 | 2015 | 2016 |
| ---- | ---- | ---- | ---- | ---- | ---- | ---- |
| 3    | →3   | ↘2   | →2   | →2   | ↘1   | →1   |
| 2017 | 2018 | 2019 |      |      |      |      |
| →1   | →1   | →1   |      |      |      |      |